# Дудка, Игорь Алексеевич
Игорь Алексеевич Дудка (27 мая 1976, Новоджерелиевская — 27 мая 1995, Владикавказ) — рядовой Вооружённых сил Российской Федерации, участник Первой чеченской войны; первый житель Волгодонска, награждённый Орденом Мужества (посмертно).

## Биография
Родился 27 мая 1976 года в станице Новоджерелиевской (Брюховецкий район, Краснодарский край). В 1979 году семья переехала в Волгодонск. Учился в школе №15 а позже в школе №24, окончив последнюю; поступил в СПТУ №105 (ныне техникум имени Самарского), который окончил по специальности «сборщик микросхем». Срочную службу проходил с 17 июня 1994 года в разведроте воинской части г. Нальчик. В дальнейшем отправлен в командировку в Чечню. Среди сослуживцев был известен как отличный стрелок, разведчик и ротный запевала.
В ночь с 6 на 7 мая 1995 года участвовал в специальной операции в составе разведывательной группы. По возвращении с задания группа попала в засаду и отступила к своим позициям, ведя бой против чеченских сепаратистов. В ходе боя группа наткнулась на минно-разрывное заграждение, при разминировании которого рядовой Дудка получил огнестрельные осколочные множественные ранения живота и ранения глазных яблок, вызванные взрывом мины. Подкрепление, подавляя огонь противника, оказало раненому помощь и доставило на позиции, откуда вертолётом раненый был направлен в военный госпиталь Владикавказа.
27 мая в 23:50 в свой 19-й день рождения рядовой Дудка скончался от полученных ранений. Похоронен в станице Ново-Николаевской рядом с могилами отца, дедов и прадедов. В Волгодонске во дворе школы № 24 в 2009 году установлен памятный знак с мемориальной доской, а в начале 2016 года его именем названа одна из улиц Волгодонска.
Указом Президента Российской Федерации №5479 от 10 июля 1995 года рядовой Дудка Игорь Алексеевич награждён Орденом Мужества посмертно.